# MBN 뉴스공감
MBN 뉴스공감은 대한민국에서 매일 오전 9시 50분~11시 10분에 텔레비전으로 방송되었던 MBN의 매일 오전 시간대 뉴스 프로그램이다.
- 과거 : 9시 30분 ~ 11시 30분
- 현재 : 9시 50분 ~ 11시 10분(2014년 기준)